# Phyllurus championae
Espèce
Phyllurus championae est une espèce de gecko de la famille des Carphodactylidae.

## Répartition
Cette espèce est endémique du Queensland en Australie.

## Étymologie
Cette espèce est nommée en l'honneur d'Irene Champion, qui a attiré l'attention d'un des descripteurs sur un lieu où était potentiellement présente une faune inhabituelle.

## Publication originale
- Couper, Schneider, Hoskin & Covacevich, 2000 : Australian leaf-tailed geckos: phylogeny, a new genus, two new species and other new data. Memoirs of the Queensland Museum, vol. 45, n. 2, p. 253-265 (texte intégral).